# خوان هيريرا
خوان هيريرا (بالإسبانية: Juan Herrera)‏ مواليد 12 يناير 1958 في ماردة، ولاية يوكاتان، المكسيك، هو ملاكم محترف مكسيكي سابق صنّف ضمن فئة الوزن الخفيف. حقق بطولة رابطة الملاكمة العالمية.

## إحصائيات
خاض خلال مسيرته 47 نزالا، فاز في 36 ولم يتعادل وخسر في 11. فاز بالضربة القاضية في 30 نزالا.

## روابط خارجية
- خوان هيريرا على موقع بوكس ريك (الإنجليزية) (registration required)